# Flavio Dioscoro
Flavio Dioscoro (in latino Flavius Dioscorus; fl. 442) è stato un politico dell'Impero romano d'Occidente, console nel 442 assieme a Flavio Eudossio, designato dalla corte orientale.